# Ghead Grisha
Ghead Grisha (El Cairo, Egipto, 29 de febrero de 1976) es un árbitro de fútbol de Egipto que pertenece a la CAF, adscrito al comité egipcio. Arbitra partidos en la Premier League de Egipto.

## Trayectoria
Es árbitro internacional FIFA desde el año 2008. Ha dirigido partidos de la fase de Clasificación para la Copa Mundial de Fútbol de 2014, también ha estado en la Copa Africana de Naciones 2013 y Copa Africana de Naciones 2015.

## Copa Mundial de la FIFA
| Copa Mundial de Fútbol de 2018 – Rusia | Copa Mundial de Fútbol de 2018 – Rusia | Copa Mundial de Fútbol de 2018 – Rusia | Copa Mundial de Fútbol de 2018 – Rusia | Copa Mundial de Fútbol de 2018 – Rusia | Copa Mundial de Fútbol de 2018 – Rusia   | Copa Mundial de Fútbol de 2018 – Rusia | Copa Mundial de Fútbol de 2018 – Rusia |
| Fecha                                  | Partido                                | Sede                                   | Fase                                   | Amonestado                             | Otorgado · Otorgado otra vez · Expulsado | Expulsado                              | Anotado · Penal                        |
| -------------------------------------- | -------------------------------------- | -------------------------------------- | -------------------------------------- | -------------------------------------- | ---------------------------------------- | -------------------------------------- | -------------------------------------- |
| 24 de junio de 2018                    | Inglaterra 6 – 1 Panamá                | Nizhniy Novgorod                       | Fase de grupos                         | 4                                      | 0                                        | 0                                      | 2                                      |